# Unterehrendingen
Unterehrendingen (schweizertyska: Underäredinge) är en ortsdel i kommunen Ehrendingen i kantonen Aargau, Schweiz. Unterenrendingen var före den 1 januari 2006 en egen kommun, men slogs då samman med kommunen Oberehrendingen till den nya kommunen Ehrendingen.